# Терненго
Терненго (итал. Ternengo) — коммуна в Италии, располагается в регионе Пьемонт, в провинции Бьелла.
Население составляет 307 человек (2008 г.), плотность населения составляет 154 чел./км². Занимает площадь 2 км². Почтовый индекс — 13844. Телефонный код — 015.
Покровителем коммуны почитается святой Евсевий из Верчелли, празднование 2 августа.

## Демография
Динамика населения:

## Администрация коммуны
- Официальный сайт: